# Диалектизм

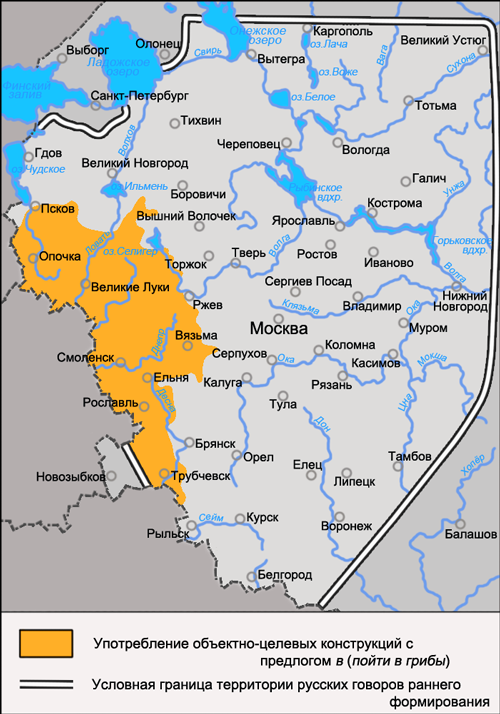
Выражение «пойти в грибы» (вместо «по грибы» или «за грибами») — диалектизм псковской группы говоров

Диалекти́зм (в стилистике) — лексическая единица, характерная для территориального или социального диалекта. Ранее для территориального диалектизма применялся термин «провинциали́зм».
Диалектизмы могут постепенно входить в литературный язык. Встречается использование диалектизмов в литературе для придания речи героев индивидуальной окраски.
Среди диалектизмов встречаются как совершенно отличные языковые единицы («хутор», «сакля»), так и собственные формы литературных слов, к примеру, диалектизмам русского языка в Белоруссии присущи такие фонетические явления, как «аканье» и «дзеканье», которые и фиксируются на письме. Диалектные отличия имеются также у москвичей и петербуржцев.
Отношение к диалектизмам зависит от этапа развития языка: при становлении литературной нормы лексический состав языка часто обильно обогащается за счёт диалектных слов, тогда как при унификации с диалектизмами начинают бороться. В дальнейшем в зависимости от языковых тенденций диалектизмы могут как приниматься, так и отвергаться. Широко распространено использование диалектизмов в литературе.
Диалектизмы иногда попадают в словари общенациональных языков с пометами, кроме того, существуют специальные словари диалектных слов, которые включают в себя диалектизмы той или иной местности.